# Matanukulaelae
Matanukulaelae ist ein kleines Motu an der Nordspitze Riffsaum des Atolls Nukufetau im Inselstaat Tuvalu.

## Geographie
Matanukulaelae liegt bei Funaota an der Nordspitze des Atolls. Nach Südosten erstreckt sich der geschlossene Riffsaum weiter mit mehreren winzigen, unbenannten Motu. Erst nach einigen Kilometern gibt es wieder eine namhafte Insel, Teafuanonu.